# Galagoides demidovii
Galagoides demidovii là một loài linh trưởng trong họ Galagidae. Chúng được Johann Fischer von Waldheim mô tả năm 1806.
Loài này có thể được tìm thấy ở Angola, Bénin, Burkina Faso, Burundi, Cameroon, Cộng hòa Trung Phi, Cộng hòa Congo, Cộng hòa Dân chủ Congo, Bờ Biển Ngà, Guinea Xích đạo, Gabon, Ghana, Guinea, Liberia, Mali, Nigeria, Rwanda, Sierra Leone, Tanzania, Togo, Uganda, có thể ở Kenya, và có thể ở Malawi.